# Halmstad (đô thị)
Đô thị Halmstad (Halmstads kommun) là một đô thị ở hạt Halland ở bờ biển tây Thụy Điển, thủ phủ là thành phố Halmstad.
Năm 1967, đô thị nông nghiệp Simlångsdalen (lập năm 1952) được sáp nhập với thành phố Halmstad. Thành phố này đã được chuyển thành một đơn vị đô thị đơn nhất năm 1971, năm 1974 có thêm 7 đô thị xung quanh được nhập vào.

## Các đơn vị dân cư trực thuộc
There are 21 khu vực đô thị(cũng gọi là Tätort hay đơn vị địa phương) in Halmstad Municipality.
Bảng dưới đây liệt kê các đơn vị trực thuộc của đô thị này theo quy mô dân số thời điểm 31 tháng 12 năm 2005. Thủ phủ được bôi đậm.
| #  | Địa phương     | Dân số |
| -- | -------------- | ------ |
| 1  | Halmstad       | 55,688 |
| 2  | Oskarström     | 4,011  |
| 3  | Fyllinge       | 2,830  |
| 4  | Getinge        | 1,885  |
| 5  | Frösakull      | 1,635  |
| 6  | Trönninge      | 1,555  |
| 7  | Åled           | 1,536  |
| 8  | Harplinge      | 1,454  |
| 9  | Gullbrandstorp | 1,435  |
| 10 | Haverdal       | 1,401  |
| 11 | Kvibille       | 793    |
| 12 | Steninge       | 769    |
| 13 | Gullbranna     | 727    |
| 14 | Eldsberga      | 717    |
| 15 | Villshärad     | 628    |
| 16 | Simlångsdalen  | 577    |
| 17 | Laxvik         | 469    |
| 18 | Holm           | 462    |
| 19 | Sennan         | 430    |
| 20 | Tylösand       | 387    |
| 21 | Skedala        | 355    |